# Aviació militar

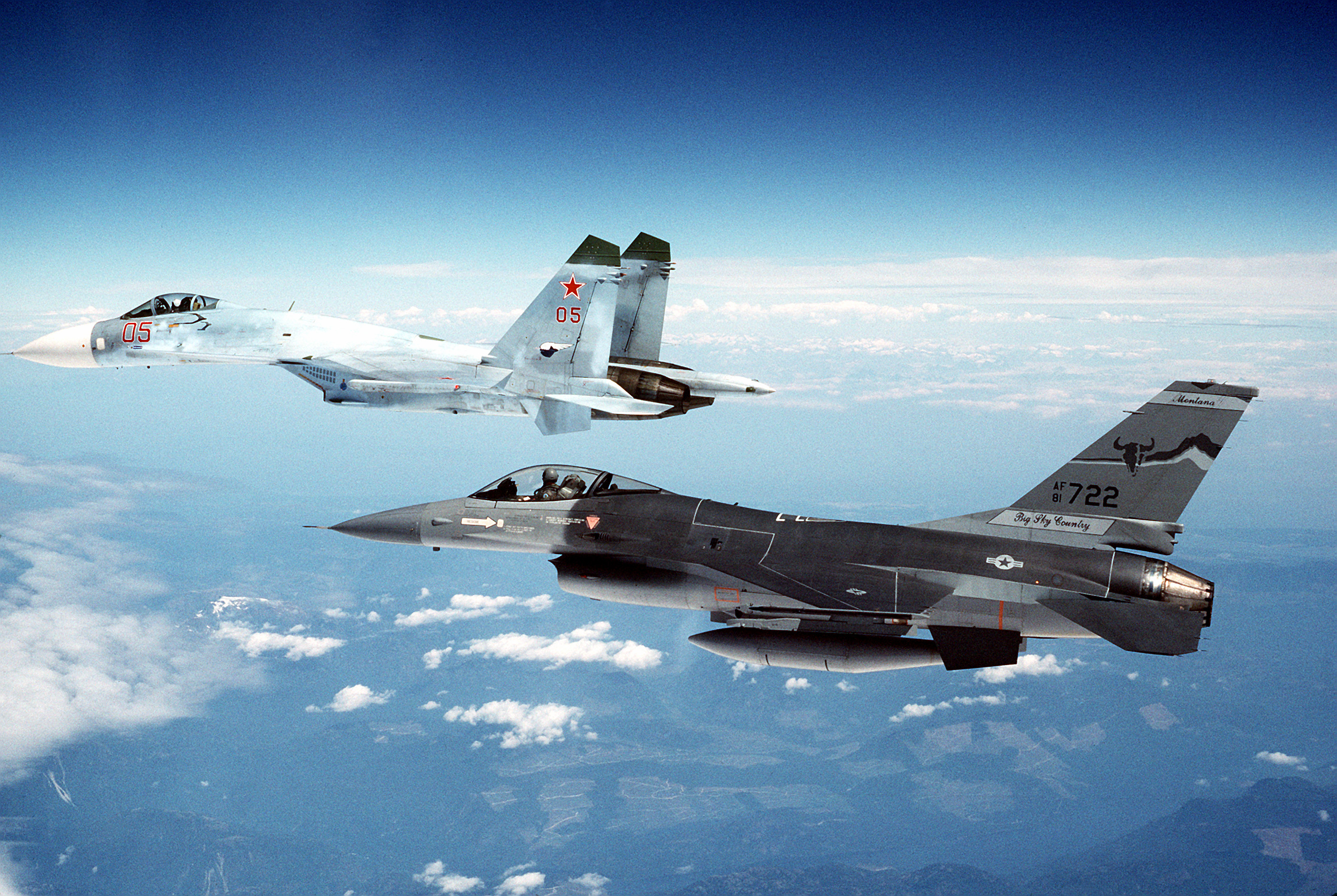
Un caça rus Su-27 Flanker i un d'origen estatunidenc F-16A Fighting Falcon l'agost de 1990.

L'aviació militar fa referència al conjunt d'aeronaus amb funció militar, així com a l'equipament, armes, instal·lacions i personal que hi estan relacionats. Pertanyen doncs a un govern i habitualment formen part del seu exèrcit, les forces aèries i la marina. En un sentit més ampli també pot fer referència al conjunt d'empreses aeronàutiques, als seus dissenys, tecnologia, experts i professionals d'aquest àmbit.

## Història

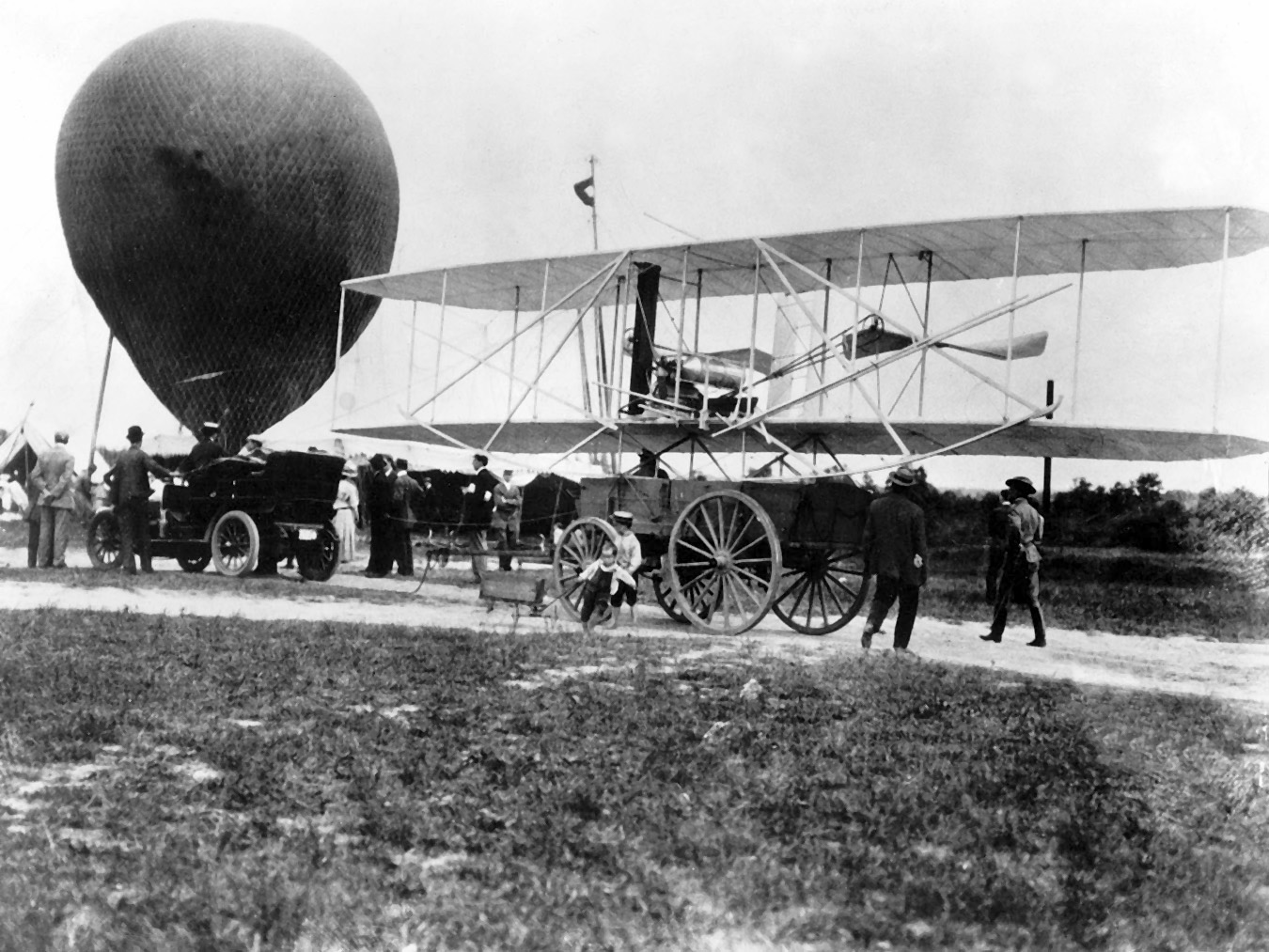
Avió dels germans Wright i globus d'ús militar.

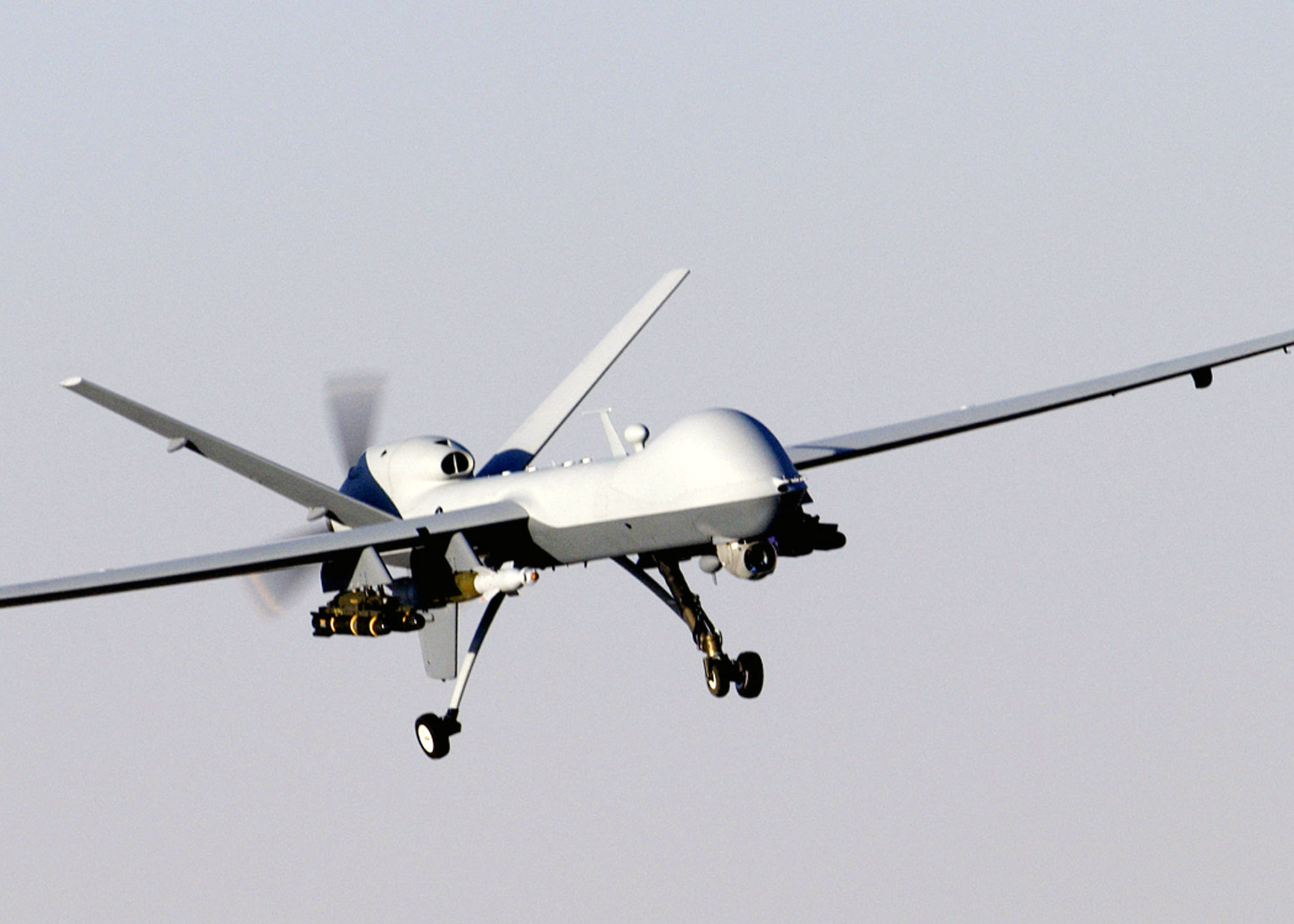
Vehicle aeri no tripulat armat MQ-9 Reaper.

La primera vegada que s'utilitzen aeronaus per a realitzar operacions militars (encara que no de combat) va ser en 1794, durant la batalla de Fleurus, quan l'exèrcit francès empra globus per observar les forces austríaques.
El primer cos militar amb avions va ser creat pel govern francès l'any 1910 i foren usats àmpliament per les diverses nacions enfrontades durant la Primera Guerra Mundial.
Tot i que originalment els avions de combat es diferenciaven molt segons la missió des de la irrupció dels reactors a la segona meitat del segle XX la tendència ha estat a models polivalents o multi-missió, capaços de realitzar les tasques dels antics avions de caça i bombardeig. Els dissenys més moderns d'avions de combat com l'F-22 o l'Eurofighter Typhoon són vertaders caces polivalents.
Una tendència creixent des de la dècada del 1990 és l'ús de vehicles aeris no tripulats. Ofereixen certs avantatges com un cost més reduït, més capacitat de permanència a l'aire i menor risc per als pilots. Els models de major mida i complexitat també són capaços d'utilitzar armes guiades. Aquestes aeronaus no tripulades cada cop s'utilitzen més i s'estan desenvolupant nous dissenys i armes per aquestes plataformes.

## Tipus d'aeronaus militars

### Avions de caça

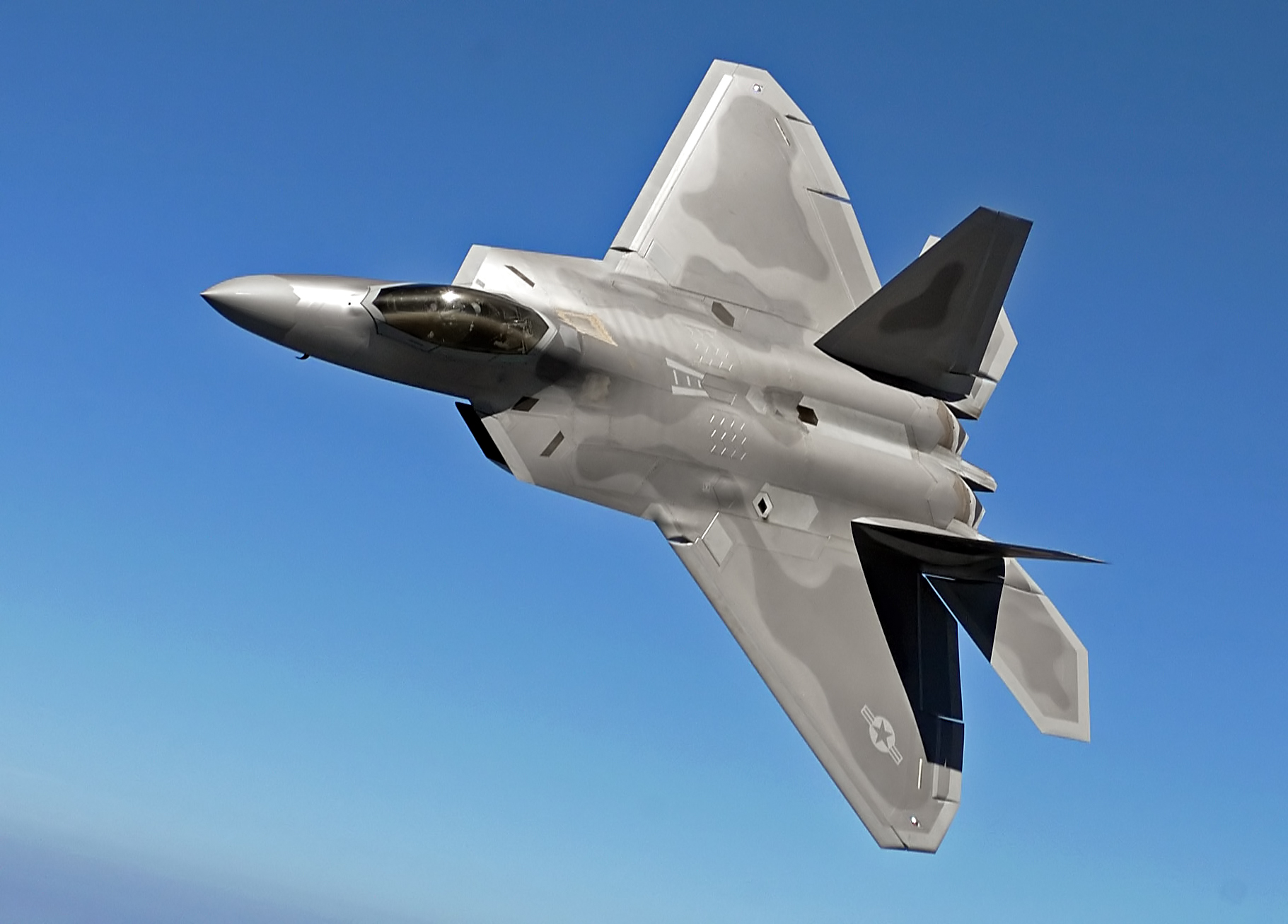
Caça de superioritat aèria nord-americà F-22 Raptor.

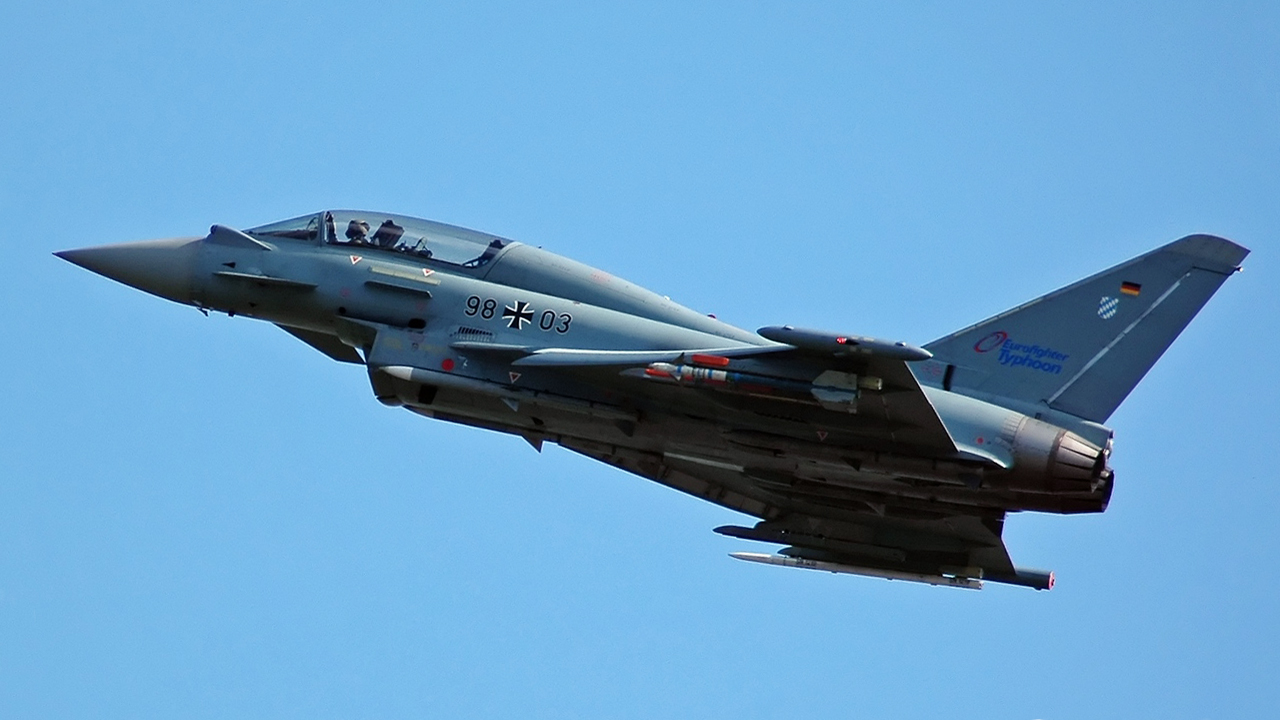
Caça polivalent europeu Eurofighter Typhoon.

Es denominen avions de caça a aquelles aeronaus concebudes, dissenyades, equipades, armades i utilitzades per a la recerca i destrucció de les aeronaus de l'enemic. Una de les seves funcions principals és la d'aconseguir la superioritat aèria, un aspecte fonamental tant en les operacions d'atac com sobretot per a la defensa de l'espai aeri propi d'un país.
Tot i que originalment tenien funcions antiaèries durant la Segona Guerra Mundial es van emprar i adaptar diversos dissenys de caces per a poder realitzar missions d'atac a terra, donant lloc als anomenats caça bombarders.
Aquesta funció dual d'atac aire-aire i aire-terra s'ha prioritzat en els dissenys recents d'avions de caça de reacció. Molts d'aquest es poden classificar com a cades polivalents, capacitat possibles gràcies a les gran millores en els motors de reacció, l'armament de míssils i l'aviònica electrònica. Així mateix avió de combat pot fer tasques de vigilància de l'espai aeri com missions d'atac a superfície d'objectius terrestres o marítims, reconeixement, guerra electrònica, supressió de defenses, etc.

### Bombarders

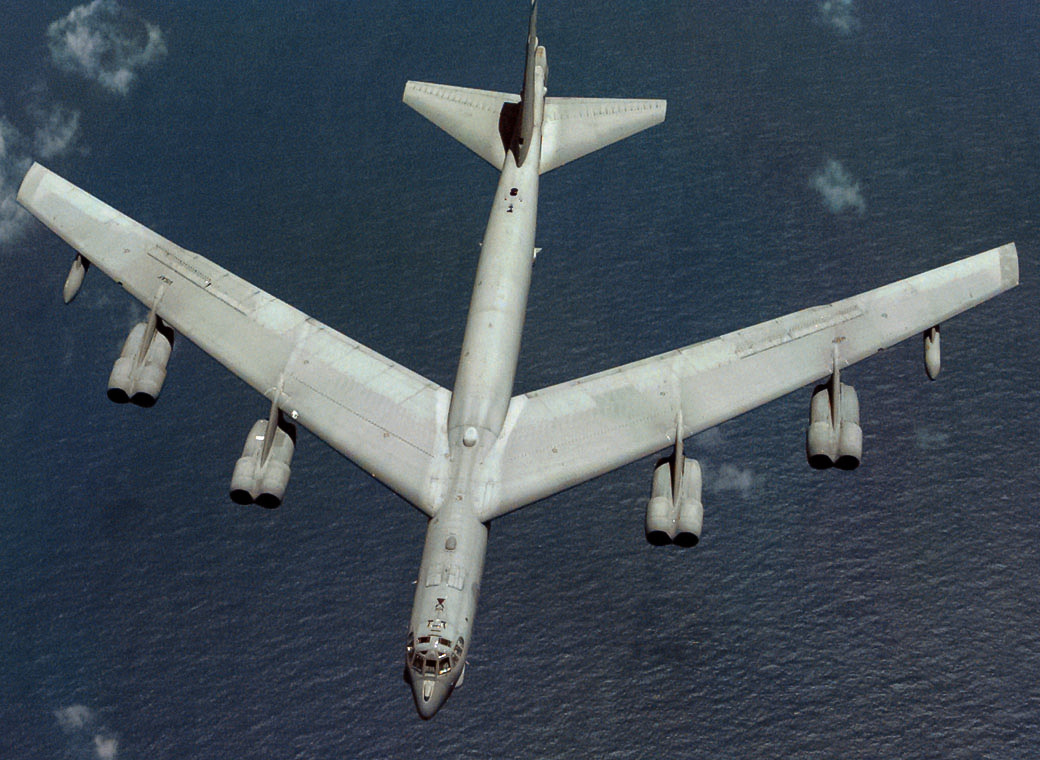
Bombarder estratègic nord-americà B-52 Stratofortress.

Els bombarders són avions dissenyats per a l'atac d'objectius de superfície, terrestres o marítims, amb bombes o míssils aire-superfície. Originalment es distingien per ser dissenys de dimensions molt més grans que els avions de caça, propulsats per 2 o 4 motors de combustió. Van ser utilitzats de forma intensiva durant la Segona Guerra Mundial especialment per al bombardeig estratègic (que minvava la capacitat de producció de l'enemic). També existien models més lleugers especialitzats en el bombardeig tàctic (de tropes, unitats i punts claus de comunicació per als enemics).
Els bombarders solen comptar amb bodegues d'armes internes i/o punts d'ancoratge externs on transporten la càrrega que pot ser bombes o també míssils de creuer, i han de comptar amb mitjans per apuntar al llançament, aquests poden ser òptics o electrònics.

### Aeronaus d'atac

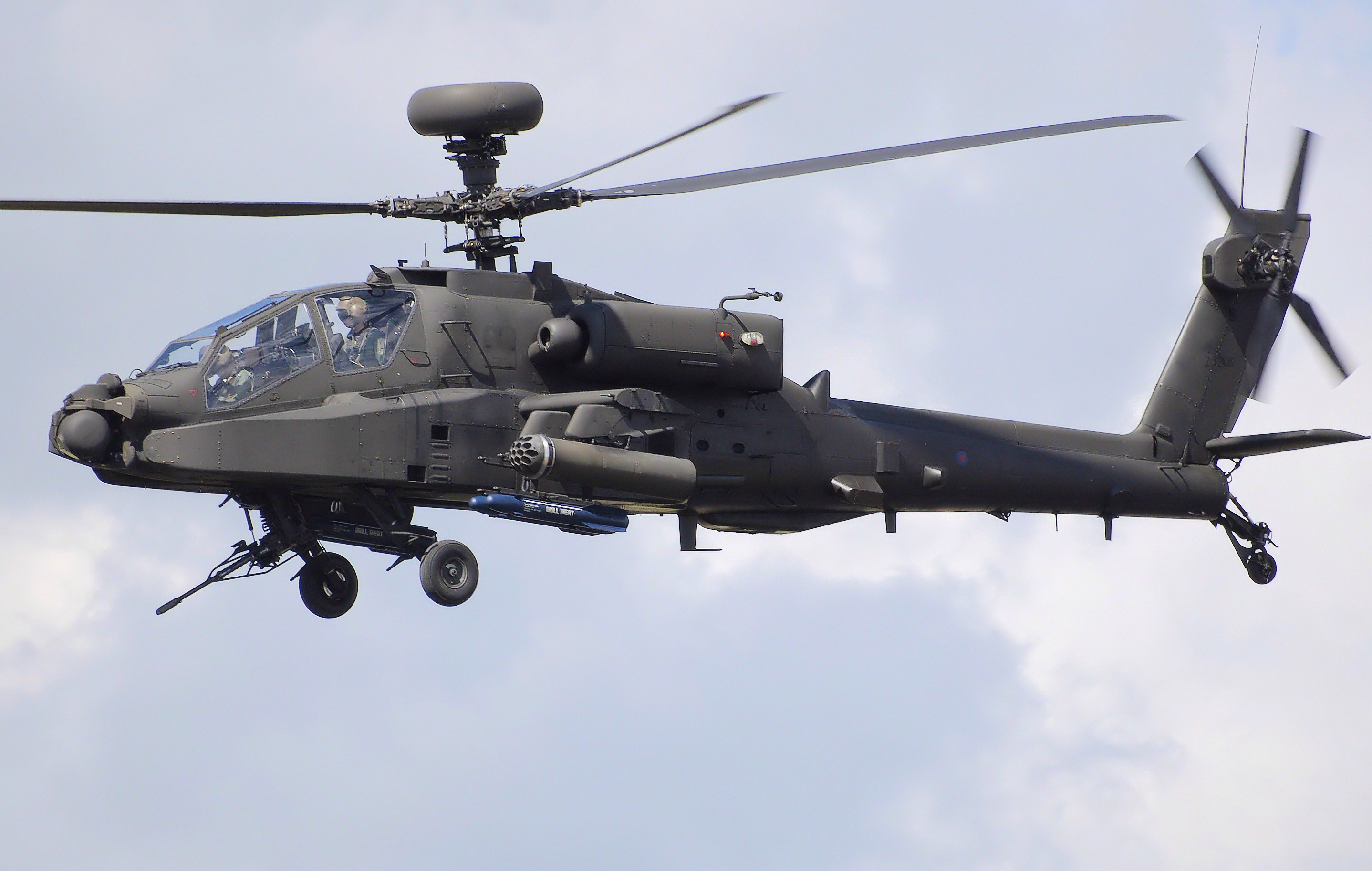
Helicòpter d'atac nord-americà AH-64 Apache.

Les aeronaus d'atac estan especialment dissenyades per atacar objectius de superfície. El seu desenvolupament es pot relacionar amb els bombarders lleugers i en picat emprats àmpliament durant la Segona Guerra Mundial. Les seves missions principals són les de suport aeri proper (atac objectius militars en suport a tropes terrestres), destrucció de vehicles blindats, defenses antiaèries, etc.
Durant la Guerra de Vietnam van sorgir els primers dissenys específics d'helicòpters d'atac a terra. A mitjans de la dècada de 1970 diversos països van iniciar el desenvolupament d'helicòpters de combat. Des de llavors de llavors s'han adoptat models coneguts com el Mil Mi-24 o l'AH-64 Apache en tasques anticarro i de suport aeri proper a les forces terrestres.

### Aeronaus de transport

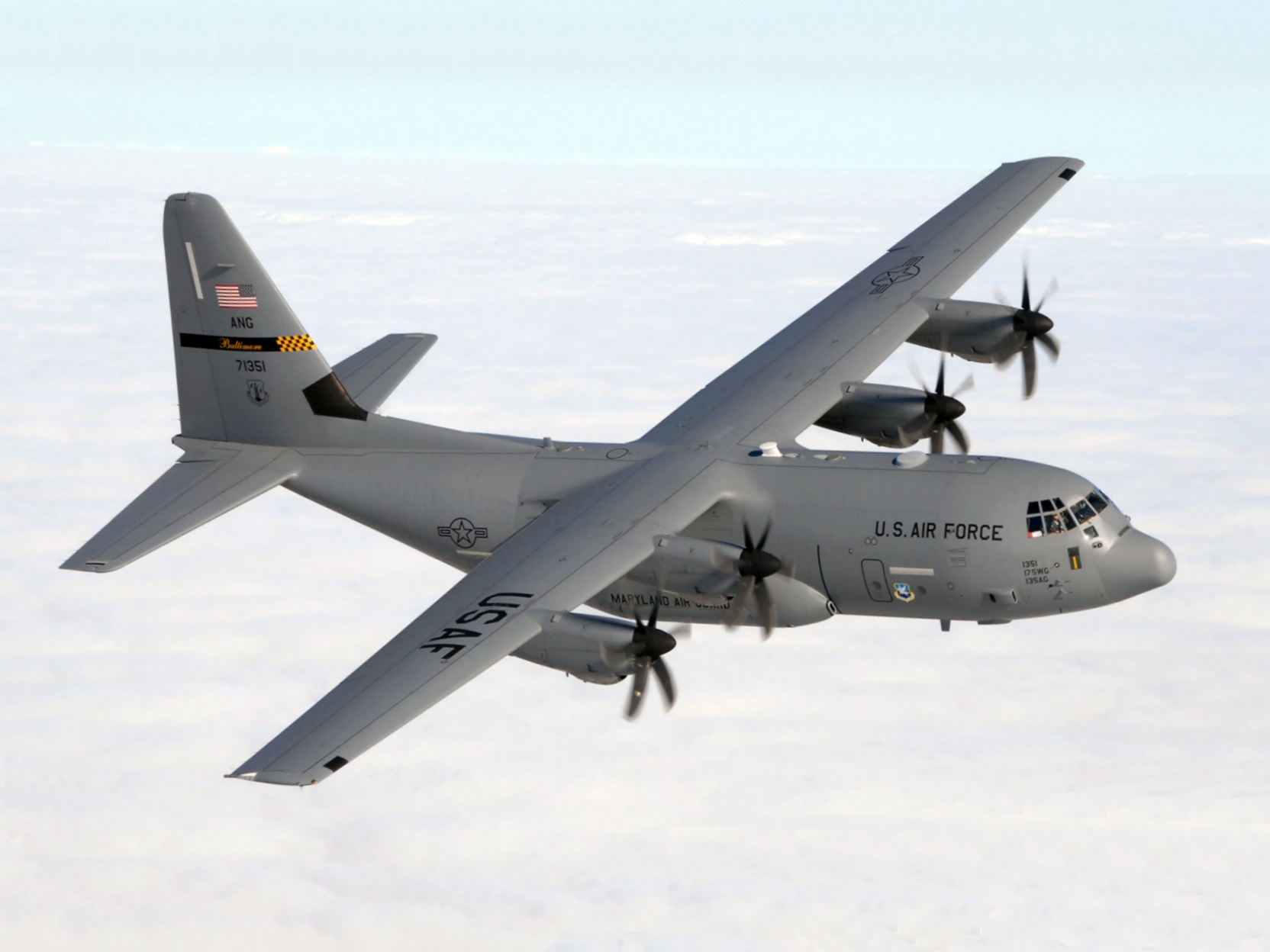
Avió de transport militar estatunidenc C-130J Hercules.

El transport aeri d'efectius i equipament militar és crucial per a les operacions militars. Podem distingir entre el transport tàctic (proper o dins del camp de batalla) i l'estratègic (per moure personal i material a llarga distància cap a la zona de conflicte). Habitualment el transport aeri tàctic el realitzen helicòpters o avions de curt abast, mentre que el transport estratègic requereix avions de grans dimensions, capaços de transportar una càrrega elevada a grans distàncies.

### Aeronaus d'entrenament

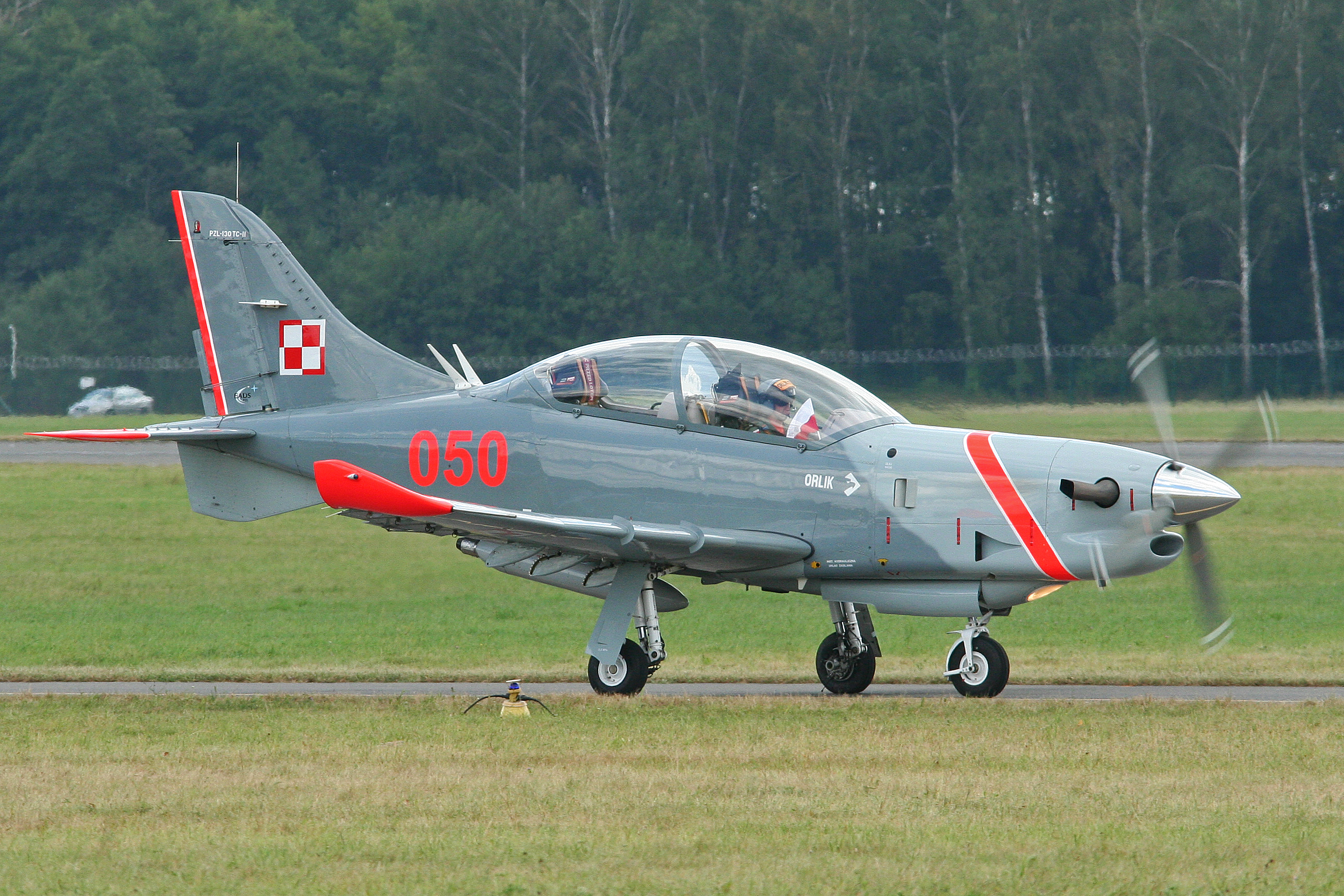
Avió d'entrenament avançat polonès PZL-130.

Per tal de pilotar aeronaus avançades i complexes com les utilitzades en l'àmbit militar cal una formació i entrenament exhaustius. Per això se solen utilitzar des d'avionetes i helicòpters lleugers fins a reactors d'entrenament. Actualment també s'empren extensament els simuladors de vol per complementar la formació en aeronaus.